# یورش موج انسانی
یورش موج انسانی یک تاکتیک پیاده نظام در یورش است، که در آن نیروی یورشگر، یک یورش جبهه‌ای با پیاده‌نظام متراکم بر ضد خطوط دشمن انجام داده و آهنگ آن درگیری در جنگ تن به تن و در هم ریختن خطوط دشمن و در نتیجه تسخیر خطوط دشمن است.

فن یورش موج انسانی در ارتش چندین کشور جهان انجام شده‌است. در جنگ جهانی اول، جنگ کره، مجموع جنگ های هندوچین ، جنگ ویتنام و جنگ ایران و عراق حمله‌های موج انسانی عظیمی انجام شده است.

## تعریف
به گفته ادوارد سی. اودود، تحلیلگر ارتش ایالات متحده، تعریف فنی تاکتیک حمله موج انسانی، حمله‌ای رو در رو توسط گروه‌های پیاده‌نظام بسیار متمرکز علیه خط دشمن است، بدون هیچ تلاشی برای محافظت یا پنهان کردن حرکت مهاجم. هدف از حمله موج انسانی، مانور دادن هرچه بیشتر افراد در محدوده نزدیک است، به این امید که شوک ناشی از انبوهی از مهاجمان درگیر در نبرد تن به تن، دشمن را مجبور به فروپاشی یا عقب‌نشینی کند.
اتکای حمله موج انسانی به نبرد تن به تن معمولاً سازماندهی و آموزش نیروی مهاجم را بی‌اهمیت می‌کند، اما برای پیشروی مهاجمان به سمت آتش دشمن، به شجاعت فیزیکی زیاد، اجبار یا روحیه جمعی نیاز است. با این حال، هنگامی که در مقابل سلاح‌های مدرن مانند سلاح‌های گرم اتوماتیک، توپخانه و هواپیما قرار می‌گیرد، حمله موج انسانی در مواجهه با قدرت آتش ویرانگر، تاکتیکی بسیار خطرناک و پرهزینه است. بنابراین، برای موفقیت حمله موج انسانی در میدان نبرد جنگ مدرن، ضروری است که مهاجمان در کوتاه‌ترین زمان و با بیشترین تعداد ممکن به خط دشمن حمله کنند تا وقتی مهاجمان به برد نبرد تن به تن می‌رسند، بتوانند توده کافی از نیروها را حفظ کنند.
با این حال، این راه حل معمولاً به این معنی است که مهاجمان باید اختفا و پوشش را فدای تعداد و سرعت کنند. در مجموع حملات موج انسانی می‌تواند توسط مهاجمی که فاقد آموزش نظامی تاکتیکی است یا فاقد قدرت آتش و توانایی مانور است، اما می‌تواند پرسنل خود را انگیزه داده و کنترل کند، مورد استفاده قرار می‌گیرد.

## در جنگ ایران و عراق
یکی از روشها استفاده از موسیقی مذهبی برای تهییج رزمندگان بود. مداحانی مثل منصور ارضی، صادق آهنگران، نریمان پناهی، ماشاءالله عابدی، مهدی سماواتی، سعید حدادیان، حسین سازور،  یونس حبیبی این وظیفه را بعهده داشتند.
| عملیات                | از تاریخ     | تا تاریخ      | تلفات ایران | تلفات عراق |
| --------------------- | ------------ | ------------- | ----------- | ---------- |
| عملیات رمضان          | ۲۲ تیر ۱۳۶۱  | ۷ مرداد ۱۳۶۱  | ۲۰۰۰۰       | ۷۵۰۰       |
| عملیات محرم           | ۱۰ آبان ۱۳۶۱ | ۲۰ آبان ۱۳۶۱  | ۱۲۰۰۰       | ۶۰۰۰       |
| عملیات والفجر مقدماتی | ۱۷ بهمن ۱۳۶۱ | ۲۱ بهمن ۱۳۶۱  | ۲۱۰۰۰       | ۶۰۰۰       |
| عملیات خیبر           | ۳ اسفند ۶۲   | ۲۲ اسفند ۶۲   | ۳۰۰۰۰       | ۱۵۰۰۰      |
| عملیات والفجر ۸       | ۲۰ بهمن ۶۴   | ۲۹ فروردین ۶۵ | ۳۰۰۰۰       | ۸۰۰۰       |
| عملیات کربلای ۴       | ۳ دی ۶۵      | ۵ دی ۶۵       | ۲۰۰۰        | ۱۰۰۰۰      |
| عملیات کربلای۵        | ۱۹ دی ۶۵     | ۶ فروردین ۶۶  | ۶۰۰۰۰       | ۲۰۰۰۰      |
| مجموع                 | ۷            | _             | ۱۷۵۰۰۰      | ۷۲۵۰۰      |